# Mont Cronion
Le mont Cronion (en grec moderne : Κρόνιος λόφος) est une colline qui surplombe de moins de 100 mètres de hauteur le site antique d'Olympie, situé dans une petite plaine de l'Élide, sur la rive droite de l'Alphée, dans le Péloponnèse. 
Il tire son nom de Cronos père de Zeus.